# James J. Strang

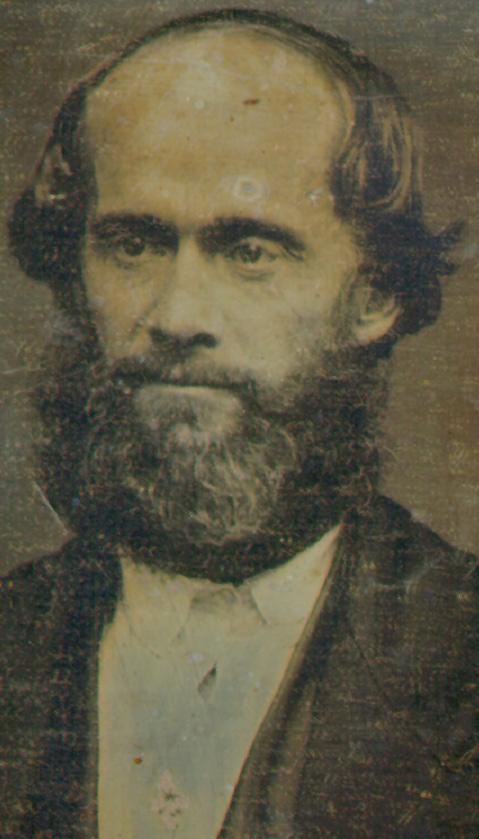
James J Strang

James Jesse Strang (21 mars 1813 – 9 juli 1856) var en av de många tidiga mormoner som vid Joseph Smiths död gjorde anspråk på att vara dennes rättmätige efterföljare som kyrkans ledare. Strang hävdade själv att en ängel hade överlämnat kyrkans ledarskap i hans händer i samma stund som Smith dödades i Carthage.
Strang sade sig också ha funnit några guldplåtar "Voree-plåtarna" i en kulle i Walworth County, Wisconsin som han kallade "Hill of Promise". Med gudomlig hjälp ska Strang ha översatt texten på dessa plåtar, som angavs vara skrivna av en förhistorisk amerikan, Rajah Manchou of Vorito. Denna berättelse påminner om Josephs Smiths berättelse om hur han fann liknande plåtar i en kulle och skrev Abrahams bok och stärkte Strangs anspråk i många mormoners ögon.
På Hill of Promise byggde Strang och hans anhängare ett tempel runt vilket man grundade staden Voree, numera kallad Spring Prairie. Där bildade Strang Church of Jesus Christ of Latter Day Saints.
Strang tog först avstånd från månggifte men några år senare (omkring 1848 eller 1849) bytte han uppfattning, möjligen under inflytande av en av sina nytillkomna anhängare John C Bennett.
När kyrkan växte flyttade Strang och hans anhängare till Beaver Island - en ö i Lake Michigan. Strang samlade allt mer makt runt sig själv och i juli 1850 lät han sig krönas till kung över kolonin. 1854 valdes han in i Michigans lagstiftande församling, där han svors in i ämbetet den 3 januari 1855. Strangs diktatoriska manér gav honom många fiender. Han sköts i juni 1856, varefter man flyttade honom tillbaka till Voree, Wisconsin där han dog till följd av skadorna.
Endast spillror av hans kyrka återstår idag.